# Гиждуван (футбольный клуб)
«Гиждува́н» (узб. «G'ijduvon» futbol klubi/«Ғиждувон» футбол клуби) — узбекистанский футбольный клуб из одноимённого города Бухарской области. Основан в 1991 году под названием «Заранга́р», с 1993 года — под нынешним названием. Возрожден в 2013 году.

## История
В 1992 году начал выступление в Первой лиге чемпионата Узбекистана, заняв последнее, 16-е место (снялся после 17 матчей) и вылетев во Вторую лигу.
В последующие годы участвовал в чемпионате Бухарской области и во Второй лиге Узбекистана. Позднее фактически перестал существовать, но был возрожден в 2013 году.
В сезоне-2014 выступал в Первой лиге Узбекистана, занял предпоследнее, 11-е место в Западной группе на предварительном этапе, не получив путёвку в финальный этап.
В следующем, 2015 году также участвовал в Первой лиге, занял 8-е место в Западной группе на предварительном этапе и вышел в финальный этап, где занял последнее, 16-е место.
В сезоне-2016 занял в Первой лиге 15-е место среди 18 команд. 2017 год «Гиждуван» провёл в чемпионате Бухарской области и во Второй лиге.
С сезона-2018 снова стал участником Про-лиги Узбекистана — 2-го по уровню и значимости футбольного дивизиона страны, который до 2017 года назывался Первой лигой.